# Leyenda de El Pósito

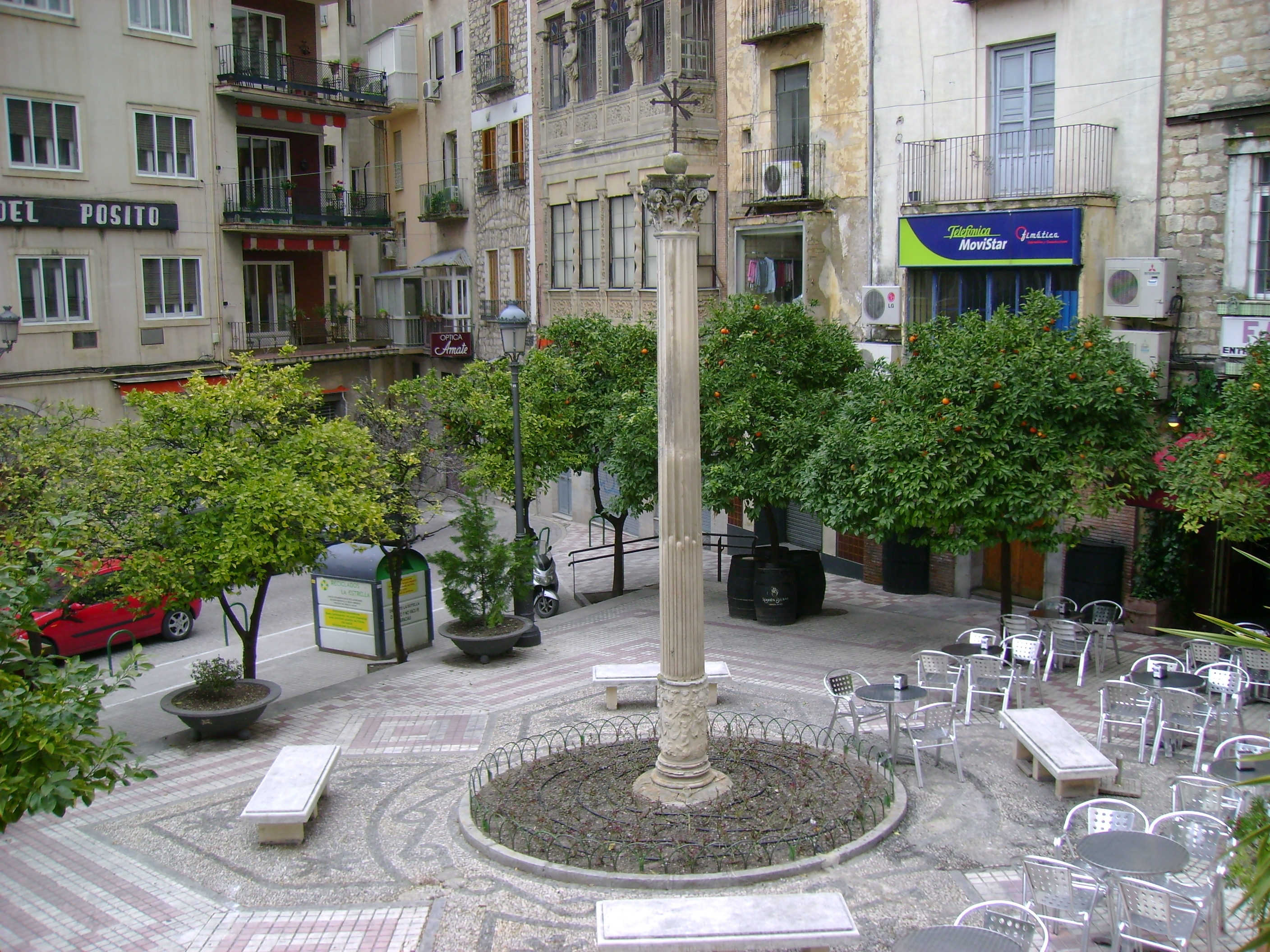
Plaza del Pósito, Jaén.

La Leyenda de El Pósito es una hermosa leyenda que forma parte del “Romancero de Jaén” (1861). Cuenta la historia de amor entre un capitán de los Tercios de Flandes, Diego de Osorio, y una hermosa dama de la ciudad de Jaén, Beatriz de Uceda .

## Argumento
Cuenta esta antigua historia un triste acontecimiento de amor entre un apuesto galán y una hermosa dama de la ciudad de Jaén.
Dicen que llegó a Jaén un capitán, posiblemente de los Tercios de Flandes, galante, uniformado, de mirada penetrante, rostro curtido y de valerosos carácter.
Se comentaba que el valiente y apuesto galán era muy rico. Tan grande era su fortuna personal que contar lo que tenía causaba un increíble asombro en aquel que lo escuchara.
Se hablaba de él en toda la ciudad. Las doncellas casaderas de Jaén, clavaban en él sus ojos y lo observaban con esmerado interés cuando salía a pasear por la villa. 
A pesar de tener a tantas hermosas damas a sus pies, el galán se enamoró intensamente de una joven llamada Dª Beatriz de Uceda. Tenía esta doncella una belleza extraordinaria, un contorno perfecto y una discreción propia de las señoras de su clase. Era ejemplo de virtudes: noble, sincera, prudente, dulce y cándida.
El apuesto galán, cuyo nombre era Don Diego de Osorio, quedó tan prendado de ella que ocupaba Doña Beatriz todos sus pensamientos. Constantes fueron sus regalos y atenciones hacia la joven. Siempre solícito a lo que ella deseara, siguiendo sus pasos allá por donde fuera y propiciando decenas de encuentros para impresionar a la hermosa dama. Sin embargo Doña Beatriz, tenía el corazón ocupado por otro caballero.
Aun así, por las circunstancias que fueran, casó finalmente Beatriz de Uceda con el Capitán Osorio, dejando en el recuerdo a aquel hombre que tan intensamente amó.
La boda se celebró por todo lo alto, que si rico era el novio no menos lo era la novia.
Dicen que disfrutaron de días alegres, donde todo fue tranquilidad y sosiego. Doña Beatriz intentó ser feliz en su matrimonio, entregándose en cuerpo y alma a Don Diego.
Poco tiempo habría de pasar, para tener Beatriz que volver a dar muestras de su bondad y dulzura innatas. Soportó abnegada a su esposo, que si en otro tiempo fue galante y educado en extremo, se transformó el caballero en hombre de malos caminos , juntando en sus espectaculares juergas la noche con el día, enviciándose en el juego y en lo más infames placeres terrenales.
Conforme pasaba el tiempo más se endeudaba Don Diego de Osorio, perdiendo su dinero en los más fracasados juegos, viéndose inmerso en encrespadas riñas...Una batería de tormentos para su sufrida esposa, la triste Beatriz, quien ahogaba sus sentimientos hacia la actitud de su marido. Soportando a duras penas tan desdicha y fracasada vida matrimonial. 
Y al final, el desenlace a tan desesperante situación llegó. Hasta la última moneda gastó el Capitán Osorio. Nadie quedaba en la ciudad que le diera prestado y obligado estaba a pagar las pérdidas acumuladas en sus desafortunados juegos.
Viéndose desesperado y necesitado de dinero en medio de uno de sus juegos, ordenó a un sirviente que fuera hasta su casa, y que Doña Beatriz le entregara de inmediato la alhaja que él le regaló en señal de matrimonio. Rápido fue el escudero a trasladar a Doña Beatriz tan desagradable e inconcebible recado.
Escuchó Doña Beatriz con cara de asombro el relato del criado, agachó su lloroso rostro y, llena de coraje, mandó de nuevo al sirviente con un recado para su Señor. Si quería su esposo esa alhaja que con tanto celo guardaba, que se la pidiera a ella en persona, sin intermediarios, que ella misma, con sus propias manos se la entregaría.
Volvió el escudero, apenado por su señora, a trasladar el mensaje al Capitán Diego de Osorio, comunicándole a este lo que de Doña Beatriz escuchó.
Duras burlas levantó el mensaje de su esposa en la concurrida sala.
Avergonzado y furioso de que Beatriz no cumpliera la petición que él le hizo, acostumbrado hasta entonces a una impecable sumisión de sus esposa, se dirigió hacia el punto establecido por Doña Beatriz para encontrarse, la plaza del Pósito. Allí la vio al instante, al pie de la cruz que se alza en medio del lugar, se acercó, extendió ella su mano y le entregó la alhaja, disimulando su llanto, como quién entrega su más valioso tesoro.
Él le arrebató la joya con un insolente tirón, y una vez la tuvo en su poder, visiblemente enfurecido, clavó en Doña Beatriz una daga que acabó de inmediato con la sufrida vida de la dama.
Pronto corrió la noticia y toda la ciudad se enteró de la tragedia. Fue entonces cuando el novio, Don Lope de Haro, despechado lo retó y mató durante una lucha que tuvo lugar en la famosa Plaza del Pósito de Jaén.
Con visible dolor por todo lo ocurrido, Lope de Haro pronunció las palabras "Pater Noster", en el momento en que con su mano apagó la vida del Capitán Osorio.
Cuenta la leyenda que, desde entonces, el afligido fantasma de Don Lope de Haro, vuelve hasta la cruz del Pósito a rezar un Padre Nuestro, todos los aniversario de este trágico día.
La versión actual es  que el joven, arrepentido de haber acabado con la vida de otro hombre, decidió tomar los hábitos de San Francisco como fraile en el convento que aquellos tiempos existía el actual Palacio de la Diputación Provincial de Jaén. La leyenda cuenta que algunas noches de frío ven en la Plaza del Pósito vagar a un fantasma negro que se para ante la cruz y reza arrepentido por haber matado a otra persona.
Distintos historiadores de la provincia de Jaén y más concretamente de su capital, han recogido estos curiosos hechos sobre la Plaza del Pósito y hay quien dice que, como en toda leyenda, en sus detalles existe algo que es aún fiel a la verdad.